# Río Aconcagua
Le Río Aconcagua est un fleuve du Chili qui traverse d'est en ouest une grande partie de la région de Valparaíso. C'est le fleuve le plus méridional de la région appelée dans la géographie chilienne « vallées transversales » (Valles transversales). 

## Géographie
Le Río Aconcagua se forme par l'union, à 1 430 m des rivières Río Juncal, qui vient de l'est, et Río Juncalillo, qui provient du nord-est. 
Après ce confluent, le fleuve traverse une vallée à prédominance agricole tout au long de ses 142 kilomètres avant de déboucher dans l'océan Pacifique, au nord de la ville de Concón et à vingt kilomètres au nord de Valparaíso, au Chili. 

### Bassin versant

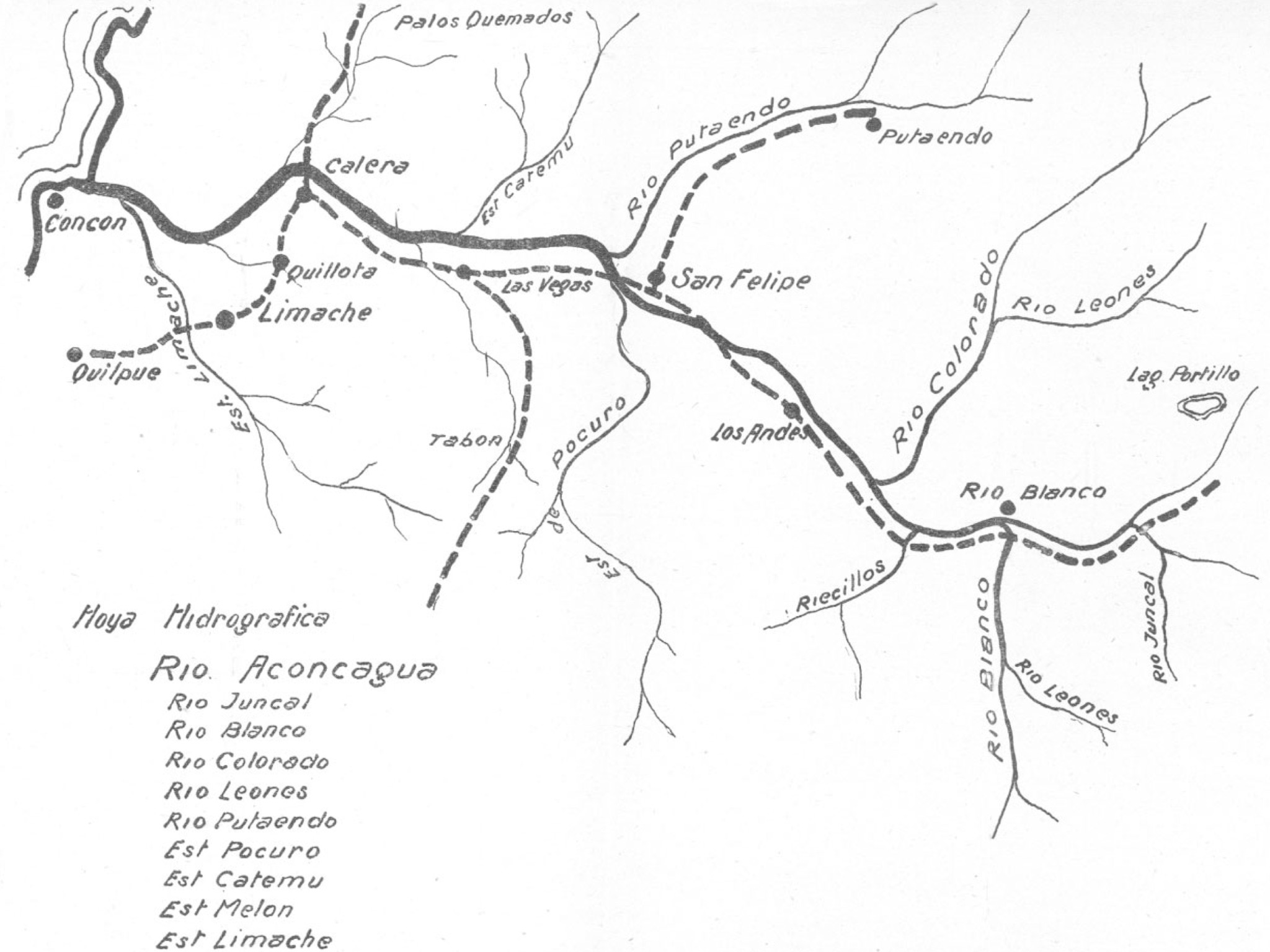
Itinéraire dans le bassin hydrographique du Río_Aconcagua

La superficie de son bassin versant atteint 7 200 km2.

## Affluents
Tous ses affluents prennent leur source à l'intérieur de la Cordillère des Andes, dans une région de haute altitude, où se trouvent des sommets comme le Cerro Juncal (6 110 m) et le Alto Los Leones (5 400 m).
- Río Putaendo (rd[note 2]),
- Rio Colorado (rd)
- Rio Blanco (rg),
- Estero Pocuro (rg),
- Estero Los Oros (rg),
- Estero El Melon (rd),
- Estero de Catemu (rd),